# Planinska vas, Šentjur
Planinska vas este o localitate din comuna Šentjur, Slovenia, cu o populație de 90 de locuitori.